# Hygienický ústav (Sarajevo)
Budova Hygienického ústavu (dnes oficiálně Ústav veřejného zdraví Federace Bosny a Hercegoviny, bosensky Zavod za javno zdravstvo Federacije BiH – Sarajevo) se nachází v hlavním městě metropole Bosny a Hercegoviny, v Sarajevu. Její adresa je Maršala Tita 9. Budova není chráněna jako kulturní památka.

## Historie
Modernistická čtyřpatrová budova je nápadná především díky monumentálnímu průčelí, jejíž hranoly evokují antický vysoký řád. Rozčleněná fasáda je obložena dekorativním bílým kamenem.
Byla navržena bosenským architektem Vasem Todorovićem ještě před vypuknutím druhé světové války. Navrhl ji poté, co se musel v předvečer německé okupace Čech a Moravy vrátit z Prahy, kde dlouhodobě pobýval. Na místě současné budovy se nacházelo několik menších domů, které byly srovnány se zemí a několik muslimských objektů (turbe).
Stavební práce na objektu byly zahájeny po skončení druhé světové války v samotné Jugoslávii. Stavba byla dokončena v roce 1950. Od té doby nebyla budova rekonstruována. Během války v Bosně a Hercegovině v 90. letech byla poškozena jen minimálním způsobem. 